# Куровский, Николай
Николай Куровский (пол. Mikołaj Kurowski; 1355 — 7 сентября 1411) — польский римско-католический и государственный деятель, епископ познанский (1395—1399) и куявский (1399—1402), архиепископ гнезненский, канцлер великий коронный (1404—1411).

## Биография
Представитель польского шляхетского рода Куровских герба «Шренява». Родился в Курове под Бохней. Сын каштеляна жарновского Клеменса Куровского (ок. 1340 — ок. 1405) и Дороты Куровской. Брат — каштелян любельский Пётр Куровский (ум. 1463).
В 1385 году он получил степень бакалавра в Карлове университете в Праге, а в 1395 году получил степень магистра. Во время пребывания в Чехии вступил в контакты с Павлом Влодковичем и Анджеем Ласкарисом. После возвращения на родину он принял рукоположение в священники, одновременно начал политическую карьеру в качестве нотариуса в королевской канцелярии.
В 1393 году Николай Куровский получил должности протонотариуса и кантора Гнезно. В 1395 году он принял сан епископа познанского. По-прежнему оставаясь протонотариусом, он чаще находился в Кракове, чем в Познани. В 1399 году при поддержке польского короля Владислава Ягелло Николай Куровский получил назначение на должность епископа куявского, отказавшись от сана познанского епископа. В 1401 году он участвовал в заключении Виленско-Радомской унии между Польшей и Великим княжеством Литовским.
В 1402 году Николай Куровский получил сан архиепископа гнезненского. В 1404 году он принимал участие в съезде с тевтонскими крестоносцами в Рацёнже и сейме в Новом Корчине. В 1405 и 1407 годах он дважды участвовал в польском посольстве ко двору великого магистра Тевтонского ордена. В 1409 году Николай Куровский принимал участие в съезде в Ленчице и вновь ездил во главе польского посольства в Мальборк, где в соответствии с планом спровоцировал великого магистра Ульриха фон Юнгингена объявить войну Польше. В 1410 году во время Грюнвальдской битвы архиепископ гнезненский Николай Куровский выделил свою хоругвь в состав королевской армии, а сам оставался в Кракове, где находился в качестве наместника короля. После окончания войны принимал участие в подготовке и подписании мирного договора с Тевтонским орденом в 1411 году. В том же году был одним из представителей польского короля Владислава Ягелло на переговорах с германским императором Сигизмундом Люксембургским.
Хотя Николай Куровский редко находился в Гнезно, он смог приобрести благосклонность капитула и назначал прелатов для управления гнезненской епархией. Во время его пребывания в должности архиепископа гнезненского повысились доходы епископских владений. Также поддерживал подъём образованности польского духовенства.
Обвиненный в прелюбодеянии с королевой Анной Цилейской, Николай был вызван к королю Владиславу Ягайло для объяснений (королева обвинила его в домогательствах; в то время как Марсели Косман упоминает об их романе в публикации "Меж алтарем и троном"). По дороге Николай Куровский потерял сознание и упал с лошади, после чего умер в Ропчице 7 сентября 1411 года.  Похоронен в подвале Гнезненского кафедрального собора.